# 해왕성에서 본 금성 일면통과
해왕성에서 본 금성 일면통과는 금성이 해왕성과 태양 사이를 정확히 통과할 때 발생한다. 해왕성에 대한 금성의 승교점과 강교점에서 잇달아 발생한다. 2042년부터 잇달아 금성의 회합주기(222.5일)마다 일어날 예정이다. 지난 일면통과는 1960년부터 1966년사이에 있었다.
평균 회합 주기는 226일이다. 해왕성과 금성 사이의 각은 2.79°이다.
누구도 해왕성 근처에서 금성이 태양 위를 지나가는 것을 보지 못했다. 또한 인류는 이 현상을 가까운 시일 내에 관측할 수 있을 것 같지도 않다. 해왕성은 가스 행성이기 때문에 실질적으로 이 현상을 관측하려면 목성 주위에 있는 위성들의 표면에서 태양을 바라봐야 할 것이다. 이 경우 일면통과 발생 시각 및 기타 여건은 이론적인 시간에 비해 약간 달라질 수 있다.

## 통과
| 1884년           | 1884년           |
| ---------------- | ---------------- |
| 1884년 2월 14일  |                  |
| 1960년 시작      | 2042년 시작      |
| 1960년 9월 9일   | 2042년 10월 27일 |
| 1961년 4월 23일  | 2043년 6월 10일  |
| 1961년 12월 4일  | 2044년 1월 21일  |
| 1962년 7월 18일  | 2044년 9월 3일   |
| 1963년 2월 28일  | 2045년 4월 16일  |
| 1963년 10월 12일 | 2045년 11월 28일 |
| 1964년 5월 24일  | 2046년 7월 11일  |
| 1965년 1월 5일   | 2047년 2월 22일  |
| 1965년 8월 18일  | 2047년 10월 5일  |
| 1966년 4월 1일   | 2048년 5월 18일  |
| 1966년 11월 12일 | 2048년 12월 30일 |

## 같이 보기
- 통과 (천문학)

## 참고 문헌
- 미국 항공우주국 제공 : 태양계 시뮬레이터
- Albert Marth, Note on the Transit of the Planet Mars and its Satellites across the Sun’s disc, which will occur for the Planet Jupiter and its Satellites on April 13, 1886, Monthly Notices of the Royal Astronomical Society, 46 (1886), 161–164.
- Andrew Crommelin, Ephemeris for physical observations of Jupiter, 1901, Monthly Notices of the Royal Astronomical Society, 61 (1900), 117–118  (전문: )
- SOLEX
- Meeus, Jean. 《Transits》. Willmann-Bell. ISBN 0-943396-25-5.